# 無額面切手
無額面切手（むがくめんきって）とは、郵便料金として使える金額、すなわち額面が書かれていない切手のことである。最初は郵便料金改定の決定が間に合わないことを予想し、見切り発車的に印刷されたために生じたが、現在では基本料金などの郵便料金に使用できることを永久保証して発行される場合が多い。そのため永久保証切手とも呼ばれている。日本では発行されたことは無い。

## 歴史

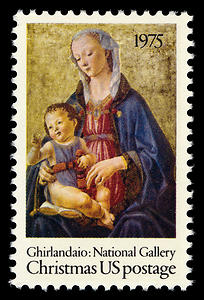
アメリカで発行された無額面の「クリスマス切手」

世界的に無額面切手が発行されたのは、19世紀に一部の国で発行されたものが最初である。その後も中華民国が国共内戦による猛烈なインフレーションで額面改訂が追いつかず、「国内速達用」といった表記の切手を発行したことがあるが、これらは猛烈なインフレーションで生じた例外的な事例であり、第二次世界大戦後に多くの国でみられた。
継続的に発行した最初の国はアメリカ合衆国である。それまでアメリカで発行される切手はアラビア数字もしくは英語によって額面数字が記入されていたが、1970年代に郵便料金改訂（値上げ）を連邦議会で承認する審議において、料金値上げ幅はどこまで承認されるかという見通しが付かない時があった。そのため、1975年に発行されたクリスマス切手では、郵便料金の値上げ後に発行予定されていたものの、発行枚数が多いために料金後の印刷では準備が間に合わないことから、アメリカ合衆国郵政省（当時、以下アメリカ郵政）は、やむを得ず無額面で発行した。この時は従来の8セントから10セントに値上げした価格で発売された。
1978年にも郵便料金が13セントから値上げされる予定であったが、議会承認に手間取る事態に陥った。そのため、アメリカ郵政は新料金として発売する切手として、郵政マークに「A」と書いた「A切手」を発行し、それを15セント切手として発売した。これが混乱無く使用されたことから、その後もアメリカはB切手、C切手、D切手、E切手と記号表示型の無額面切手を料金改定の度に発行し、2007年からはフォーエバー切手(Forever Stamps)と呼ばれる、ファーストクラス郵便に使用可能な切手を継続して発行しており、郵便局の窓口ではその時点での郵便料金の値段で販売している。
21世紀初頭現在、イギリスやシンガポールなど多くの国で、切手に「国内封書料金」や「国際航空郵便料金基本料」を示す文字や略号の表示のある無額面切手が発行されるなど、特定の郵便料金に対して永久保証する無額面切手が世界各国で発行されるようになった。

## 特徴
インフレーションの激しい国では郵便料金の改訂が多いため、たとえ料金が変わっても普通切手を新規に発行すると経費がかかるうえに、在庫の切手が売りさばけなくなって切手が無駄になるなどの欠点を克服できるという、コスト面からみて有利である。